# Dương Minh Quan
Dương Minh Quan (1917–1943), tên thường gọi là Ba Quan, là một nhà cách mạng Việt Nam, Bí thư Tỉnh ủy Sóc Trăng đầu tiên của Đảng Cộng sản Việt Nam.

## Thân thế
Dương Minh Quan sinh năm 1917 trong một gia đình khá giả có năm anh chị em ở làng Khánh Hưng, tổng Nhiêu Khánh, quận Châu Thành, tỉnh Sóc Trăng (tức tỉnh lỵ Sóc Trăng, nay thuộc Phường 1, thành phố Sóc Trăng). Ông là con trai thứ ba trong gia đình nên được gọi là Ba Quan.
Em trai kế dưới ông là Dương Minh Đệ cũng tham gia cách mạng. Ông còn có người anh em họ (con cô cậu ruột) là Tô Bửu Giám, từng làm Phó Bí thư Tỉnh ủy Hậu Giang, Phó Bí thư Tỉnh ủy Sóc Trăng.

## Cuộc đời
Thuở nhỏ, ông cùng em trai theo học trường Nam Tiểu học ở tỉnh lỵ Sóc Trăng (trường Primaire Sóc Trăng). Năm 15 tuổi, ông tốt nghiệp Tiểu học với bằng loại ưu. Do hoàn cảnh gia đình trở nên khó khăn nên ông không tiếp tục việc học mà đi học nghề chụp hình và họa hình (nhiếp ảnh). Trong thời gian học nghề ở Tiệm vẽ Bình Kim của thầy Sáu Giỏi (tỉnh lỵ Sóc Trăng), ông được tiếp xúc với các tư tưởng tiến bộ. Do đặc trưng của nghề nghiệp, ông có điều kiện đi nhiều nơi, quan sát được thực trạng của xã hội.
Năm 1936, hai anh em Dương Minh Quan, Dương Minh Đệ tham gia các phong trào đòi quyền dân sinh, dân chủ trong tỉnh. Năm 1937, Xứ ủy Nam Kỳ và Liên Tỉnh ủy Cần Thơ cử Nguyễn Thế Ngọc (Sáu Cò), Phạm Hồng Thám, Bùi Thị Trường,... đến Sóc Trăng hoạt động. Dương Minh Quan được Nguyễn Thế Ngọc kết nạp vào Đảng Cộng sản Đông Dương. Chi bộ Tỉnh lỵ Sóc Trăng được thành lập do Nguyễn Thế Ngọc làm Bí thư, các thành viên ban đầu có Dương Minh Quan, Phan Minh Gương, Phan Văn Tấn. Về sau Chi bộ kết nạp thêm Dương Minh Đệ, Hoài, Đức và Hai Mụng, do Dương Minh Quan làm Bí thư.
Cuối năm 1938, tại căn nhà lá nhỏ ở sân bóng cũ (nay là miếu Bà Hỏa, Phường 4, thành phố Sóc Trăng) dưới sự chủ trì của Nguyễn Thế Ngọc (đại diện của Liên Tỉnh ủy Cần Thơ), Tỉnh ủy lâm thời của tỉnh Sóc Trăng được thành lập, do Dương Minh Quan làm Bí thư, Phan Minh Gương làm Phó Bí thư, các Tỉnh ủy viên gồm Phan Văn Tấn, Nguyễn Trung Tỉnh, Nguyễn Văn Thơ.
Ngày 10 tháng 7 năm 1940, do bị chỉ điểm, ông bị thực dân Pháp bắt giam vào Khám lớn Sóc Trăng khi đang tiếp nhận truyền đơn của Xứ ủy Nam Kỳ. Ông lần lượt bị giam giữ ở Khám lớn Tân An, Khám lớn Sài Gòn rồi bị kết án tù khổ sai ở Côn Đảo. Do thường xuyên bị tra tấn cũng như bóc lột lao động, ông mất ở Côn Đảo vào năm 1943.

## Vinh danh
Tên của ông được đặt cho một con đường và một trường Trung học phổ thông ở thành phố Sóc Trăng.